# Thibaut Vallette
Thibaut Vallette (n. 18 ianuarie 1974, Brest, Franța) este un sportiv ce a reprezentat Franța, medaliat olimpic. A participat la o ediție a Jocurilor Olimpice (2016) în care a câștigat o medalie de aur.